# SN 1976A
SN 1976A – niepotwierdzona supernowa odkryta 28 lutego 1976 roku w galaktyce NGC 5004A. W momencie odkrycia miała maksymalną jasność 16,50m.